# Radan Kanew

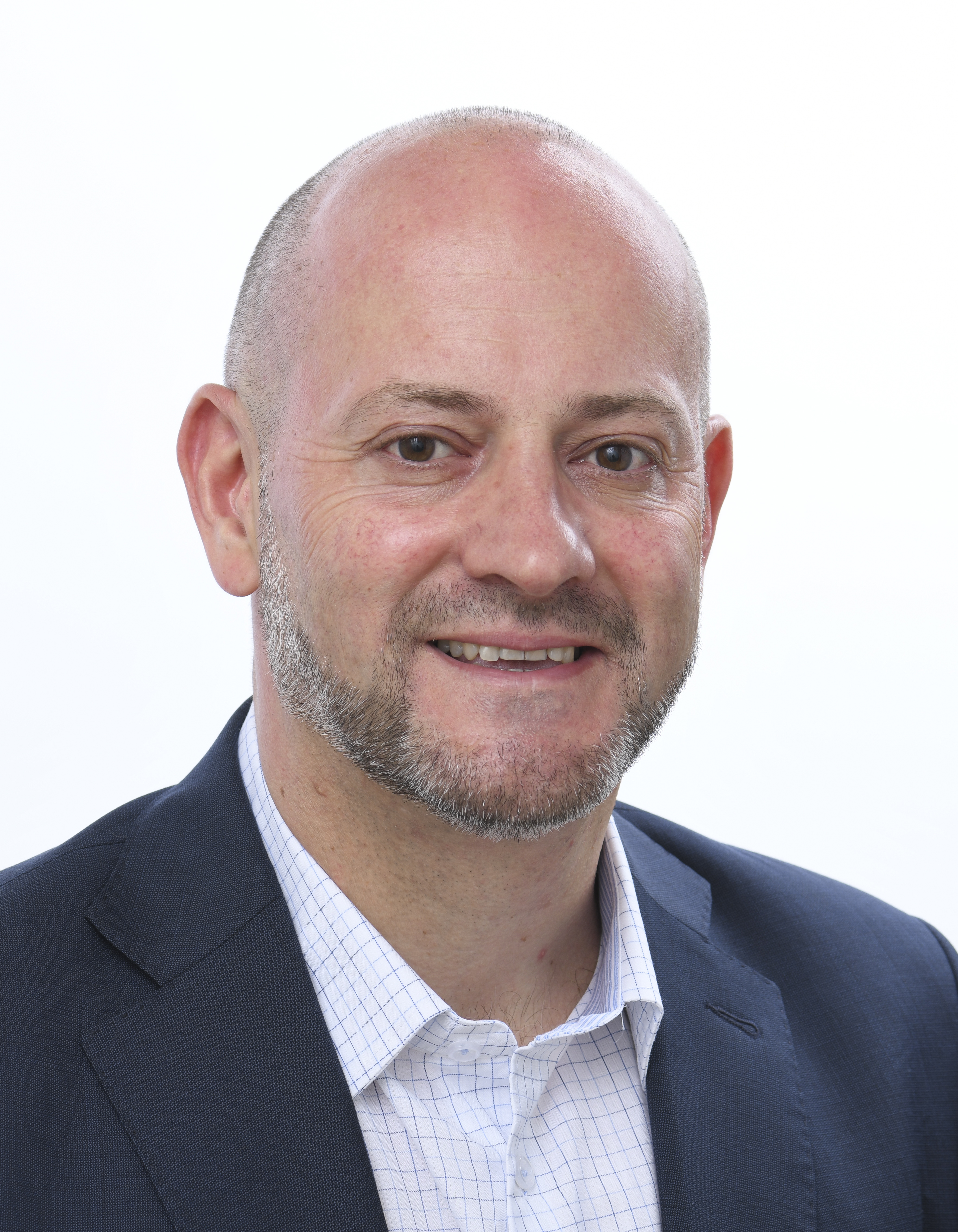
Radan Kanev (2024)

Radan Milenow Kanew (bulgarisch: Радан Миленов Кънев; * 30. September 1975) ist ein bulgarischer Politiker, der bei den Wahlen zum Europäischen Parlament 2019 von Bulgarien zum Mitglied des Europäischen Parlaments gewählt wurde. Früher war er eines der führenden Mitglieder des Reformblocks.

## Biografie
Kanew wurde in Sofia geboren, aber die Wurzeln seiner Familie stammen aus Warna. Er absolvierte das Lycée Français de Sofia und absolvierte anschließend sein Studium der Rechtswissenschaften an der Universität Sofia.
In den 1990er Jahren war Kanev Vorsitzender der Jugendorganisation des Bulgarischen Roten Kreuzes. Kanew ist als prominenter politischer Blogger bekannt und sein aktives Engagement in der Politik begann 2004. 2007 trat er dem DSB bei und wurde am 23. Juni 2013 deren Parteivorsitzender. Kanew gilt als Nachfolger von Iwan Kostow. Nachdem der DSB bei den Wahlen 2017 die Schwelle von 4 % für den Einzug ins Parlament nicht erreichen konnte, trat Kanew als Parteivorsitzender zurück. Radan Kanew unterstützte die zweite Regierung von Bojko Borissow: DSB war offizieller Koalitionspartner.
Anschließend machte sich Kanev einen Ruf als starker Kritiker des bulgarischen Premierministers Bojko Borissow. Er betonte, dass es in Bulgarien große Probleme mit dem Justizsystem und der Achtung des Privateigentums gebe. Er macht das Regierungsmodell von Boriwsow-Peewski verantwortlich, das "die bulgarische Politik in den letzten zehn Jahren dominiert hat".

## Privates
Kanew ist verheiratet und hat ein Kind.